# Клетус Кэседи (Вселенная Человека-паука от Sony)
Кле́тус Кэ́седи (англ. Cletus Kasady) — персонаж медиафраншизы «Вселенная Человека-паука от Sony», адаптированный Джеффом Пинкнером, Скоттом Розенбергом, Келли Марсел и Томом Харди на основе одноимённого злодея Marvel Comics и его альтер эго, созданного писателем Дэвидом Микелайни и художниками Марком Багли и Эриком Ларсеном.
Клетус Кэседи — серийный убийца, который, укусив журналиста Эдди Брока за руку, проглатывает частичку его симбиота Венома. После этого в организме Кэседи формируется новый симбиот, Карна́ж (англ. Carnage), который предлагает Клетусу расправиться с Броком и Веномом.
Роль исполнил американский актёр Вуди Харрельсон. Персонаж впервые появился в сцене после титров фильма «Веном» (2018) и выступил главным антагонистом картины «Веном 2» (2021).
Харрельсон удостоился положительных отзывов со стороны кинокритиков за своё исполнение, в то время как сама киноверсия Клетуса Кэседи / Карнажа была принята неоднозначно.

## Создание образа

### Первое появление персонажа
По замыслу писателя Дэвида Микелайни, носитель симбиота Венома, Эдди Брок, должен был погибнуть в 400-м выпуске комикса The Amazing Spider-Man, а Веном в дальнейшем соединялся бы с другими персонажами. Издательство Marvel Comics отклонило данную идею в силу роста популярности Брока и Венома. Микелайни придумал нового персонажа: абсолютного психопата, который, в отличие от Венома, не имел моральных ценностей. Им стал Клетус Кэседи, нарисованный художником Эриком Ларсеном по образу Джокера — суперзлодея DC Comics.
Карнаж, альтер эго Кэседи, также был создан Дэвидом Микелайни, а Марк Багли разработал дизайн персонажа. Карнаж представлен как более мрачная версия Венома, и был создан отчасти благодаря его огромной популярности. Первоначально злодею дали имя «Chaos» (с англ. — «Хаос»), однако другая компания создала персонажа с таким же именем. Рассматривался вариант «Ravage» (с англ. — «Опустошение»), пока Микелайни не узнал о Ravage 2099 — супергерое Marvel. В конечном счёте помощник редактора Эрик Фейн предложил имя «Карнаж» (англ. Carnage).
Клетус Кэседи впервые появился в 344-м номере The Amazing Spider-Man, в образе Карнажа злодей дебютировал в 361-м выпуске.

### Кастинг и исполнение

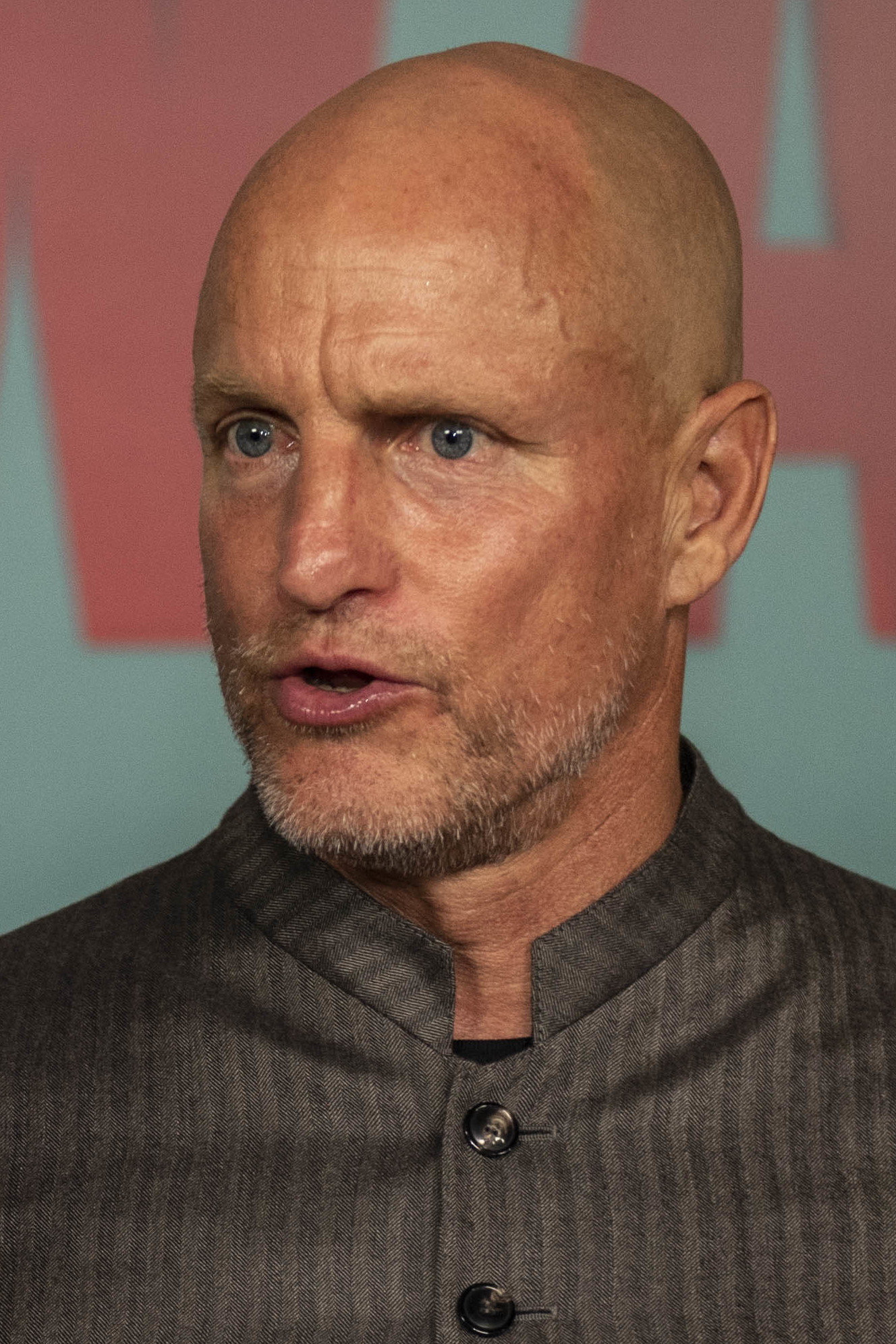
Вуди Харрельсон, исполнитель роли Клетуса Кэседи / Карнажа

Изначально Карнаж должен был стать главным антагонистом фильма «Веном» (2018), однако во время подготовки к съёмкам фильма творческая группа решила не включать персонажа, чтобы сосредоточиться на главных героях — Эдди Броке и Веноме. Режиссёр Рубен Флейшер объяснил это тем, что если оставить самого грозного врага Венома для сиквела, то франшизе будет куда развиваться. Альтер эго Карнажа, Клетус Кэседи, был представлен в сцене после титров «Венома» с расчётом на появление во второй части. Флейшер решил пригласить на роль Кэседи Вуди Харрельсона, поскольку увидел сходство между Клетусом и персонажем Харрельсона в «Прирождённых убийцах» (1994). Харрельсон согласился на роль после встречи с Флейшером и Томом Харди — исполнителем роли Эдди Брока / Венома. Вуди описал свой шаг как бросок кубиков, так как не смог прочитать сценарий сиквела, прежде чем подписаться на первый фильм. Флейшер отказался от режиссуры «Венома 2» в связи с занятостью другим проектом, и его заменил Энди Серкис.
В интервью для Collider Вуди Харрельсон рассказал о процессе подготовки к роли Кэседи. Актёр сообщил, что подошёл к роли «так же, как к любому другому персонажу», добавив, что «если бы я думал о том, что у него большая фан-база среди фанатов Marvel, мне было бы сложно». Также Харрельсон обратился к комиксам, чтобы понять, «что за мерзкое дерьмо произошло в его детстве, что повлияло на то, что он стал таким безумным серийным убийцей».

### Дизайн, озвучивание и движения
Внешний вид Клетуса отличается от сцены после титров «Венома». Главное изменение — новая причёска персонажа, которая была обновлена по просьбе Харрельсона.
Первоначально Вуди не хотел озвучивать Карнажа, надеясь, что голосом симбиота выступит сам Серкис, однако режиссёр помог актёру подобрать нужный тон для персонажа.
По мнению Серкиса, симбиоты были созданы для того, чтобы отражать своих носителей; режиссёр подчеркнул их отличительные черты — дизайн, способности и движения. Чтобы определить движения Карнажа, Серкис работал с танцорами и актёрами. В союзе с симбиотом психотическая личность Клетуса проявляется в идиосинкразических и нестандартных движениях, включая способности превращаться в туман и создавать «всевозможные щупальца». Серкис сравнил бой с Карнажем с боем с осьминогом.

## Биография персонажа
Клетус Кэседи — уроженец Бруклина. В юности он страдал от насилия, причинённого отцом, бабушкой и матерью. Не выдержав жестокого обращения, Клетус убил мать, бросив фен в ванную, и бабушку, столкнув её с лестницы, а также расправился с домашней собакой. За свои поступки Клетус регулярно подвергался насилию со стороны отца, который с течением времени отправил мальчика в исправительный приют «Сент-Эстес». Там Кэседи познакомился с девочкой по имени Фрэнсис Бэррисон. Фрэнсис обладала способностью манипулировать звуком, за что её перевели из приюта в институт «Рэйвенкрофт».
Клетус толкнул девушку под автобус за то, что она отказалась идти с ним на свидание. Позже Кэседи устроил резню в Нью-Йорке, за что попал тюрьму строгого режима «Райкерс», где убил 11 человек. Журналист Эдди Брок узнал, что у Кэседи эдипов комплекс, основываясь на том, что Клетус откопал могилу своей матери. За многочисленные убийства Клетус Кэседи был заключён в тюрьму «Сан-Квентин».

### Соединение с Карнажем
Эдди Брок решает взять интервью у Кэседи, который обещает выбраться из тюрьмы и устроить бойню.
Полтора года спустя Брок посещает ожидающего смертную казнь Кэседи с целью получить информацию о местонахождении тел его жертв. Клетус соглашается предоставить информацию, если Эдди напечатает в газете стихотворение, являющееся посланием для находящейся в «Рэйвенкрофте» Фрэнсис Бэррисон. Благодаря своему инопланетному симбиоту Веному Брок вычисляет, где находятся тела; ввиду этого мораторий на казнь Кэседи отменяется.
Наступает день казни, и Клетус приглашает Эдди, чтобы дать последнее интервью. Вследствие разговора с Броком Кэседи оскорбляет его и кусает за руку, неосознанно проглотив частицу Венома. Во время исполнения смертного приговора сформировавшийся в теле Клетуса новый симбиот блокирует доступ инъекции. Кэседи трансформируется в красно-чёрного человекоподобного монстра и, благодаря сверхчеловеческим способностям, сбегает из тюрьмы, попутно убив сотрудников правопорядка и освободив заключённых из камер. Клетус и нарёкший себя Карнажем симбиот решают освободить Фрэнсис из «Рэйвенкрофта» и убить Брока и Венома.
Кэседи вызволяет Бэррисон: вместе они сжигают приют «Сент-Эстес» и устраивают бесчинство в Сан-Франциско. Для привлечения Венома Клетус и Фрэнсис похищают детектива Патрика Маллигана и подругу Эдди — Энн Вейинг. Пара решает скрепить свои отношения узами брака в соборе. Во время проведения бракосочетания Веном вторгается в собор. Кэседи превращается в Карнажа и начинает битву с врагом. Одержав победу, Карнаж решает убить Энн и Фрэнсис, и Кэседи вступает в конфронтацию со своим симбиотом. Увидев неполную связь Клетуса и Карнажа, обессиленный Веном побуждает Фрэнсис создать звук высоких частот, что является слабостью симбиотов. Впоследствии Эдди и Клетус отделяются от симбиотов. Веном быстро воссоединяется со своим альтер эго, съедает Карнажа и откусывает голову Кэседи.

## Критика и влияние
И Кэседи и его альтер эго Карнаж получили смешанные отзывы критиков. Бенджамин Ли из The Guardian назвал Харрельсона «неподходящим для роли жестокого прирождённого убийцы». Роберт Дэниелc из Los Angeles Times положительно высказался о химии между Кэседи и Бэррисон, однако остался не в восторге от взаимодействия главного злодея и его симбиота: «Несмотря на ограниченное количество времени в сценах с их участием, Харрельсон и Харрис обладают ощутимой химией, знойной связью, сплавленной их восторженными взглядами. Между тем, Клетус и Карнаж не так уж и близки. Они поддаются своей не играющей на руку импульсивности, демонстрируя, как отношения могут процветать и, в конечном итоге, закончиться неудачей». Брайан Рабадо из Comic Book Resources назвал Харрельсона идеальным Карнажем, предоставив 6 аргументов для обоснования своего мнения.
Питер Дебрюге из Variety раскритиковал визуализацию Карнажа на большом экране, назвав их с Веномом «причудливо выглядящими монстрами», созданными с помощью «неубедительных компьютерных эффектов». В то же время, по мнению Джона Дэфора, похвалившего сцену побега из тюрьмы и финальную битву с Веномом, Карнаж «оправдал своё имя». Той же позиции придерживалась Линдси Бахр из Associated Press: «Даже когда фильм превращается в яркое и бессмысленное действие, в решающий момент Карнаж действительно оправдывает название фильма».

### Товары
В 2023 году Hot Toys выпустила фигурку Карнажа, созданную на основе образа злодея из фильма.

## Возможное возвращение
В интервью для ComicBook режиссёр «Венома 2» Энди Серкис обсудил возвращение Карнажа в будущих фильмах. По мнению Серкиса, «мог остаться маленький кусочек симбиота, который был не до конца поглощён Веномом и который находится где-то в церковной купели», добавив, что «никто никогда не умирает на самом деле».